# Drogosz żałobny
Drogosz żałobny (Hemipenthes morio) – gatunek muchówki z rodziny bujankowatych i podrodziny Exoprosopinae. Zamieszkuje palearktyczną Eurazję i nearktyczną Amerykę Północną.

## Taksonomia
Gatunek ten opisany został po raz pierwszy w 1758 roku przez Karola Linneusza w dziesiątym wydaniu Systema Naturae pod nazwą Musca morio. Jako miejsce typowe wskazano Europę. W 1910 roku Daniel William Coquillett wyznaczył go gatunkiem typowym wprowadzonego w 1869 roku przez Hermanna Loewa rodzaju Hemipenthes.

## Morfologia

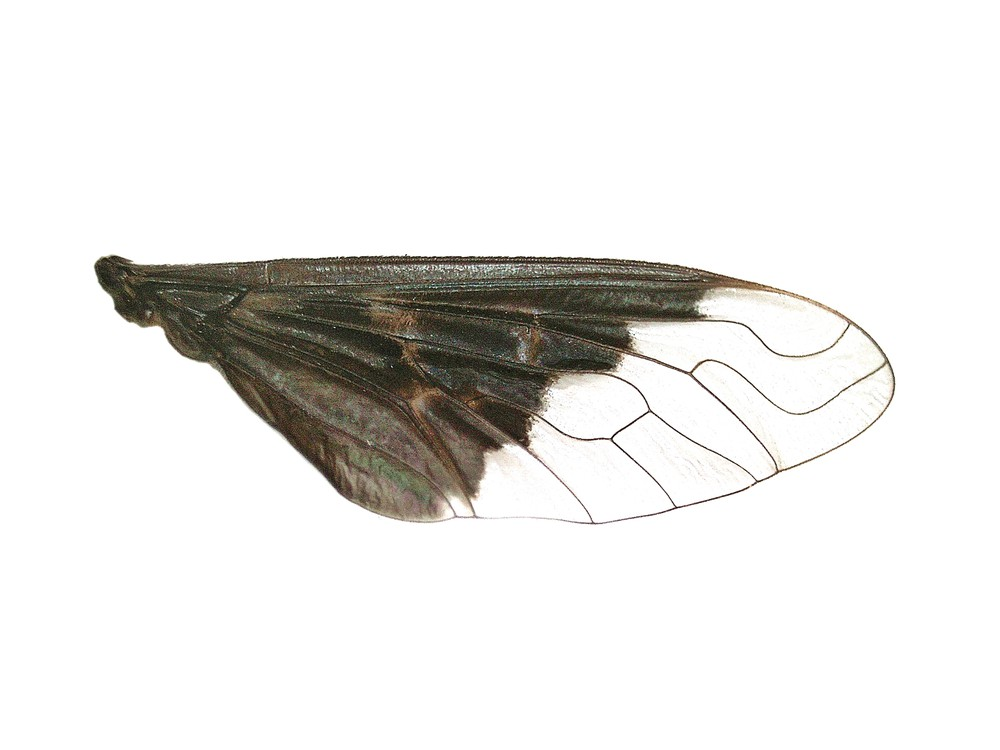
Zaczernienie skrzydła

Muchówka o ciele długości od 6,5 do 14 mm. Ubarwienie ma matowoczarne z czarnym opyleniem. Kulista głowa cechuje się bardzo krótkim, niewiele dłuższym od otworu gębowego ryjkiem. Oprócz łusek czarnych wzdłuż tylnej krawędzi oczu złożonych występują łuski żółtobrunatne. Czułki mają człon trzeci asymetrycznie cebulowaty, wyposażony w zwieńczoną włoskiem aristę. Za głową znajduje się kreza z włosów czarnych, w części górnej z domieszką brunatnożółtych. Na śródpleczu występują jasne łuski, ale nie układają się one w prążki. Łuseczki skrzydłowe są brunatnobiałe z drobnymi, brunatnożółtymi łuskami na krawędziach. Przezmianki mają brunatne trzonki i białawe główki. Przed nasadą przezmianki wyrasta pęczek żółtobrunatnych włosków. Barwa plumuli również jest żółtobrunatna. Skrzydło na mniej więcej połowie powierzchni jest zaczernione, przy czym zaczernienie to pozostawia wierzchołek pierwszej komórki radialnej przezroczystym, co odróżnia ten gatunek od żałobnicy białopasej. Owłosienie odwłoka jest czarne, tylko na bokach dwóch pierwszych tergitów występują pęczki żółtobrunatnych włosków; jasnych przepasek brak zupełnie.

## Ekologia i występowanie
Owad ten zasiedla lasy, parki, ogrody, łąki i murawy, przy czym najczęstszy jest w borach iglastych i lasach mieszanych. Osobniki dorosłe latają od maja do sierpnia. Odwiedzają kwiaty celem żerowania na nektarze. Ponadto zlizują spadź. Chętnie przysiadają na nasłonecznionych powierzchniach, takich jak leśne dukty, gleba i rośliny. Larwy wykazują nadpasożytnictwo. Są one parazytoidami błonkówek z rodziny gąsienicznikowatych oraz muchówek z rodziny rączycowatych, które same są parazytoidami gąsienic motyli.
Gatunek holarktyczny. W Europie znany jest z Portugalii, Hiszpanii, Andory, Francji, Belgii, Holandii, Niemiec, Szwajcarii, Austrii, Włoch, Danii, Szwecji, Finlandii, Polski, Czech, Słowacji, Węgier, Rumunii, Bułgarii, Chorwacji, Bośni i Hercegowiny, Serbii, Czarnogóry, Albanii, Macedonii Północnej, Grecji oraz europejskiej części Rosji. Poza tym znany jest z Azji Zachodniej, wschodniej Palearktyki i nearktycznej Ameryki Północnej. W Polsce jest owadem pospolitym.